# Ivar Englund
Ivar Erik Bernhard Englund, född 8 september 1886 i Stockholm (Adolf Fredrik), död 11 juni 1938 i Falun (Kristine), var en svensk redaktör och socialdemokratisk riksdagspolitiker.
Englund var redaktör för Dala-Demokraten från 1917. Han var ledamot av riksdagens andra kammare 1925–1928 och tillhörde dess första kammare från 1936, invald i Kopparbergs läns valkrets.